# 岩手県道278号鵜飼安達巣子線
岩手県道278号鵜飼安達巣子線（いわてけんどう278ごう うかいあだちすごせん）は、岩手県滝沢市を通る一般県道である。

## 概要
網張温泉・小岩井農場と盛岡市玉山地区や松園地区を最短距離で結ぶ路線である。岩手山馬返し登山口へも通じる。終点付近では東北自動車道の滝沢ICのすぐ脇を通り、料金所へ通じる道があるが立ち入り禁止となっていて接続はしていない。
なお県道219号との交点付近は以前村道との交点（鵜飼臨安地区）で途切れていて未通区間だった。のちに相ノ沢牧野を横切る形で高規格で建設して県道219号に合流させ、国道46号混雑時の迂回路とした。

### 路線データ
- 実延長：11,604.5 m[1]
- 起点：滝沢市鵜飼安達[2]（県道219号交点）
- 終点：滝沢市巣子[2]（国道282号交点）

## 歴史
- 1989年（平成元年）9月19日 - 鵜飼滝沢線として県道に認定される[1]。
- 2014年（平成26年）1月1日 - 旧滝沢村の市制施行（現在の「滝沢市」へ昇格）に合わせ県道名が鵜飼安達巣子線に変更される[2]。

## 地理
沿道には相ノ沢温泉お山の湯、東日本レクリエーションセンター、春子谷地湿原、臨安別荘地など自然に恵まれており、国立岩手山青少年交流の家も近い。

### 交差する道路
- 岩手県道219号網張温泉線（滝沢市鵜飼安達、起点）
- 国道282号（滝沢市巣子、終点）